# Jason Babin
Jason Thomas Babin (Kalamazoo, 24 maggio 1980) è un ex giocatore di football americano statunitense che ha militato nel ruolo di defensive end nella National Football League (NFL). Fu scelto nel corso del primo giro del Draft NFL 2004 dagli Houston Texans. Al college ha giocato a football a Western Michigan.

## Carriera professionistica

### Houston Texans
Babin fu scelto dagli Houston Texans nel primo giro (27º assoluto) del Draft 2004. I Texans avevano scambiato le loro scelte del secondo, terzo, quarto e quinto giro coi Tennessee Titans per quelle del primo e quinto giro. Firmò un contratto quinquennale del valore di 6 milioni di dollari coi Texans il 26 giugno 2004. Jason giocò tutte le 16 partite nella sua stagione da rookie a Houston, mettendo a segno 63 tackle e 4 sack. Nel 2005, disputò 12 gare mettendo a segno 35 tackle, altri 4 sack e due fumble forzati. Nella sua terza annata, scese in campo in 15 gare, con 26 tackle e 5 sack.

### Seattle Seahawks
Il 1º settembre 2007, Babin fu acquisito dai Seattle Seahawks in cambio della safety Michael Boulware. Nella stagione 2007 a Seattle giocò solo due partite con un tackle. Fu svincolato dai Seahawks il 17 settembre 2008 dopo che la squadra acquisì il wide receiver Keary Colbert dai Denver Broncos.

### Kansas City Chiefs
Babin firmò coi Kansas City Chiefs il 12 novembre 2008, dopo che defensive end Brian Johnston fu messo in lista infortunati. Dopo la stagione 2008 divenne un free agent.

### Philadelphia Eagles
Babin firmò con i Philadelphia Eagles il 4 agosto 2009. Con essi giocò 12 partite, nessuna delle quali da titolare, con 16 tackle e 2,5 sack.

### Tennessee Titans
Il 19 marzo 2010, Babin firmò coi Tennessee Titans. L'unica stagione di Babin coi Titans si rivelò fino a quel momento la migliore della carriera, facendo registrare 58 tackle, 12,5 sack e due fumble forzati, numeri che gli fruttarono la prima convocazione al Pro Bowl della carriera.

### Ritorno agli Eagles
Dopo la sua stagione da Pro Bowl, Babin firmò un contratto di 5 anni con gli Eagles del valore di circa 28 milioni di dollari. Questo accordo comprese 5 milioni di dollari garantiti e lo riunì col suo ex allenatore della linea difensiva ai Titans Jim Washburn. Nella prima settimana di stagione regolare contro i St. Louis Rams, Babin mise a segno due sack, più di quanto avesse fatto nella sua prima annata con gli Eagles. Egli seguì questa prestazione con 8 sack nelle prime tre gare e divenne il leader della NFL con 18 sack a due gare dal termine. Egli terminò la stagione con 40 tackle e 18 sack, il suo massimo in carriera. Jason fu convocato per il secondo anno consecutivo per il Pro Bowl e fu inserito nella formazione ideale della stagione All-Pro da The Sporting News. A fine stagione, Babin fu votato al 44º posto nella NFL Top 100, l'annuale classifica dei migliori cento giocatori della stagione.
Nella stagione 2012, dopo aver disputato come titolare 11 partite su 11 ed aver messo a segno 5,5 sack, Babin fu svincolato a sorpresa dagli Eagles.

### Jacksonville Jaguars
Il giorno dopo il taglio da parte degli Eagles, Jason firmò un contratto con i Jacksonville Jaguars. Nella prima gara della stagione 2013, Babin mise a segno un sack contro i Kansas City Chiefs. La sua annata terminò giocando per la quarta volta in carriera tutte le 16 gare come titolare, con 40 tackle, 7,5 sack e pareggiando il proprio primato personale con 3 fumble forzati.
Il 13 marzo 2014, Babin firmò con i Jaguars un rinnovo contrattuale biennale del valore di 6 milioni di dollari. Il 19 giugno 2014 fu tuttavia svincolato.

### New York Jets
Il 23 luglio, Babin firmò un contratto biennale con i New York Jets. Nella prima partita con la nuova maglia mise subito a segno un sack su Derek Carr nella vittoria sui Raiders. La sua annata si chiuse con 2 sack, il proprio minimo dal 2008. Fu svincolato il 5 settembre 2015.

### Baltimore Ravens
Il 16 settembre 2015, Babin firmò con i Baltimore Ravens dopo l'infortunio che pose fine alla stagione di Terrell Suggs.

## Palmarès
- Convocazioni al Pro Bowl: 2

2010, 2011
- First-Team All-Pro: 1

2011

## Statistiche
| Partite totali      | 146  |
| Partite da titolare | 93   |
| Tackle              | 372  |
| Intercetti          | 0    |
| Sack                | 66,5 |
| Fumble forzati      | 14   |

Statistiche aggiornate alla stagione 2014